# Fanny Howe
Pour les articles homonymes, voir Howe.
Fanny Quincy Howe (née le 15 octobre 1940 à Buffalo (État de New York) et morte le 9 juillet 2025 à Cambridge (Massachusetts)) est une poète, romancière, nouvelliste, essayiste et professeure d'université américaine.

## Biographie

### Jeunesse et formation
Fanny Howe est la fille de Mary Manning (en) (1905-1999), immigrée irlandaise, nouvelliste, critique de théâtre et scénariste, metteur en scène et productrice de cinéma venue s'installer à Boston en 1935, et de Mark de Wolf Howe(1906-1967), juriste qui devient avocat avant d'enseigner le droit constitutionnel à Harvard.
Mark de Wolf Howe est issu d'une vieille famille de Boston qui peut faire remonter sa lignée aux Pilgrim's (en anglais :  Pilgrims, on ne rajoute pas d’apostrophe pour former les pluriels en anglais).
Le couple Manning-Howe a eu trois filles : Fanny, Susan et Helen Howe.
En 1933, Mark de Wolf Howe est admis au barreau du Massachusetts, la famille Howe s'installe à Boston, puis il est nommé en 1937, professeur de droit  à l'University of Buffalo School of Law. Sa famille s’installe à Buffalo dans le quartier d'Allentown. Après la nomination de Mark de Wolf Howe à l'Université Harvard en 1945, la famille s’implante dans le Massachusetts à Cambridge.
Durant la Seconde Guerre mondiale, Mark Howe est mobilisé et durant cette période, Fanny est élevée par sa mère et sa sœur aînée Susan.
Le couple Manning-Howe fait connaitre à ses trois filles divers artistes, les encourage à participer à divers échanges politiques (féminisme, égalité des droits civiques, etc.) ; ce bouillonnement d'idées aiguise le regard de Fanny sur la vie sociale et politique et la confirme dans son envie d'écrire.

### Carrière
Après avoir obtenu son Bachelor of Arts à l'Université Stanford, Fanny Howe occupe différents postes d'enseignante : au MIT, à l'Université Tufts, à l'université du Massachusetts, etc. Elle  est professeur émérite à l'université de Californie à San Diego, après y avoir enseigné la création littéraire.
Son écriture est marquée par  ses divers engagements dans le mouvement des droits civiques, la guerre du Viêt Nam, l'émancipation des femmes, le christianisme progressiste,, l'expérience mystique notamment celle d'un autre auteur littéraire américain Thomas Merton, et celle de  la philosophe française Simone Weil,.

### Vie privée
Elle épouse en 1968 l'écrivain afro-américain Carl Senna, avec qui elle a eu trois enfants, dont la romancière Danzy Senna (en). Ils divorceront en 1976, mais Fanny déclarera « ma peau est blanche, mais mon âme ne l'est pas ».
Fanny Howe réside à Cambridge dans le Massachusetts.

## Œuvres

### Recueils de poésie
- (en-US) The Amerindian coastline poem (ill. Hugh Kepets), Telephone Books Press, 1er février 1975, 48 p. (ISBN 9780916382087),
- (en-US) Poem from a Single Pallet, Kelsey Street Press, 28 avril 1980, 32 p. (ISBN 9780932716101),
- (en-US) Robeson Street, Alice James Books, 1er octobre 1985, 84 p. (ISBN 9780914086598, lire en ligne),
- (en-US) Introduction to the World, Figures, 1986, 60 p. (ISBN 9780935724219, lire en ligne),
- (en-US) The Vineyard, Lost Roads Publishers, 1er janvier 1988, 82 p. (ISBN 9780918786371),
- (en-US) Sic, Parentheses Writing Series, 28 octobre 1988, 20 p. (ISBN 9780962086229)
- (en-US) The Quietist, O Books, 1er janvier 1992, 36 p. (ISBN 9781882022120, lire en ligne)
- (en-US) O'Clock, Reality Street Editions, 1er décembre 1995, 104 p. (ISBN 9781874400073),
- (en-US) One Crossed Out, Graywolf Press, 1er septembre 1997, 68 p. (ISBN 9781555972592),
- (en-US) Forged, Post Apollo Press, 1er janvier 1999, 23 p. (ISBN 9780942996364),
- (en-US) Selected Poems, University of California Press, 12 mars 2000, 213 p. (ISBN 9780520222632),
- (en-US) Gone, University of California Press, 1er janvier 2003, 128 p. (ISBN 9780520238107),
- (en-US) Tis of Thee, Atelos, 1er janvier 2003, 104 p. (ISBN 9781891190162),
- (en-US) On the Ground, Graywolf Press, 1er juillet 2004, 72 p. (ISBN 9781555974039),
- (en-US) The Lives of a Spirit/Glasstown: Where Something Got Broken, Nightboat Books, 15 octobre 2005, 135 p. (ISBN 9780976718512),
- (en-US) The Lyrics, Graywolf Press, 26 juin 2007, 100 p. (ISBN 9781555974725, lire en ligne),
- (en-US) Emergence, Reality Street, 2010, 60 p. (ISBN 9781874400479),
- (en-US) Come and See, Graywolf Press, 24 mai 2011, 94 p. (ISBN 9781555975869),
- (en-US) Second Childhood, Graywolf Press, 8 juillet 2014, 80 p. (ISBN 9781555976828)[23],[24],
- (en-US) Love and I, Graywolf Press, 1er octobre 2019, 80 p. (ISBN 9781644450048),
- (en-US) Night Philosophy, Divided Publishing Ltd, 31 janvier 2020, 150 p. (ISBN 9781916425026),

### Romans et nouvelles
- (en-US) Forty Whacks, Houghton Mifflin, 1969, rééd. 1 janvier 1971, 216 p. (ISBN 9780575005600, lire en ligne),
- (en-US) Legacy of Lanshore, Berkley, 1973, 175 p. (ISBN 9780425023617),
- (en-US) First Marriage, Avon Books, 1974, 172 p. (OCLC 221679445),
- (en-US) Bronte Wilde, Avon Books, 1er janvier 1976, 153 p. (ISBN 9780380005482),
- (en-US) Holy Smoke (ill. Colleen Mccallion), Fiction Collective 2, 1er janvier 1979, 116 p. (ISBN 9780914590545),
- (en-US) The White Slave, Avon Books, 1er mars 1980, 309 p. (ISBN 9780380455911),
- (en-US) The Blue Hills, Avon Books, 1er novembre 1981, 127 p. (ISBN 9780380789986),
- (en-US) Yeah, But, Avon Books, 31 décembre 1982, 125 p. (ISBN 9780380791866),
- (en-US) In the Middle of Nowhere, Fiction Collective 2, 1er janvier 1984, 244 p. (ISBN 9780914590835, lire en ligne),
- (en-US) Radio City, Avon Books, 1er janvier 1984, 127 p. (ISBN 9780380860258),
- (en-US) Race of the Radical, Viking Children's Books, 21 octobre 1985, 168 p. (ISBN 9780670805570, lire en ligne),
- (en-US) Taking Care, Avon Books, 1er novembre 1985, 160 p. (ISBN 9780380898640),
- (en-US) Deep North, Sun and Moon Press, 28 mars 1989, rééd. 28 avril 2000, 150 p. (ISBN 9781557130259),
- (en-US) Famous Questions, Ballantine Books, 1er mai 1989, 152 p. (ISBN 9780345361776),
- (en-US) Saving History, Sun and Moon Press, 1er février 1993, 222 p. (ISBN 9781557131003),
- (en-US) Nod, Sun and Moon Press, 1er août 1998, 217 p. (ISBN 9781557133076),
- (en-US) Indivisible, Semiotext(e), 2 janvier 2001, 288 p. (ISBN 9781584350095),
- (en-US) Radical Love: Five Novels, Nightboat Books, 1er décembre 2006, 627 p. (ISBN 9780976718536),
- (en-US) What Did I Do Wrong?, Flood Editions, 1er septembre 2009, 112 p. (ISBN 9780981952000),
- (en-US) The Needle's Eye: Passing through Youth, Graywolf Press, 1er novembre 2016, 160 p. (ISBN 9781555977566),
- (en-US) The Wages, Pressed Wafer, 5 mai 2018, 304 p. (ISBN 9781940396408),

### Théâtre
- (en-US) Co-écrit avec  Kier Peters, The End, Littoral Books, 1er novembre 1992, 96 p. (ISBN 9781557131454),

### Essais
- (en-US) Economics, Flood Editions, 1er janvier 2002, 136 p. (ISBN 9780971005945),
- (en-US) The Wedding Dress: Meditations on Word and Life, University of California Press, 1er janvier 2003, 181 p. (ISBN 9780520238404)[25],
- (en-US) The Winter Sun: Notes on a Vocation, Graywolf Press, 1er janvier 2009, 220 p. (ISBN 9781555975203, lire en ligne),

### Œuvres traduites en français
- Nord profond, éd. Mercure de France, 1997, trad. par Michelle-Viviane Than Van Khai[26].
- O’Clock, éd. Grèges, 2009, trad. par Vincent Dussol  [26].

## Archives
Les archives de Fanny Howe sont déposées à la bibliothèque de l'Université Stanford. 

## Prix et distinctions
- 1970 : boursière du National Endowment for the Arts[28],
- 1991 : boursière du National Endowment for the Arts[28],
- 2001 : lauréate du Griffin Poetry Prize (en)[29],
- 2001 : lauréate du Lenore Marshall Poetry Prize, décerné par l'Academy of American Poets, pour son recueil de poésie Selected Poems[30],
- 2009 : lauréate du Ruth Lilly Poetry Prize (en), décerné par la Poetry Foundation[31],[3],